# Fernand Claisse
Pour les articles homonymes, voir Claisse.
Fernand Claisse (1923 - 17 mai 2016) est un physicien canadien, inventeur de la première machine automatisée de fusion de perle, une technique fondamentale de la spectrométrie de fluorescence des rayons X (SFX, XRF).

## Biographie
Fernand Claisse est né à Québec en 1923. Il commence ses études de physique à l'Université Laval en 1947 et obtient son doctorat de métallurgie physique en 1957.
En 1955, il développe la méthode de la perle fondue. En 1967, il participe à la création de l'algorithme de Claisse-Quintin, utilisé pour la prise en compte des effets de matrice, puis à l'algorithme de Lachance-Claisse.
En 1973, il fonde l'entreprise Fernand Claisse Inc. En 1976, il invente la première machine automatisée de fusion de perle,, et fonde la Corporation scientifique Claisse/Claisse Scientific Corporation (CSC). En 2014, CSC est rachetée par PANalytical, filiale du groupe Spectris,.
Il meurt le 17 mai 2016, à l'âge de 93 ans, au CHUL.

## Récompenses
- 1978 : médaille de vermeil de la Société pour l'encouragement de la recherche et de l'invention[9] ;
- 1984 : Prix Joseph-Armand-Bombardier (Association canadienne-française pour l'avancement des sciences)[9] ;
- 1997 : Académie des Grands Québécois[10].